# 市原市市民の森
市原市市民の森（いちはらししみんのもり）は、千葉県市原市柿木台にある自然公園である。

## 概要
柿木台の端にある。多くの自然風景を有する市原市の管理する自然公園である。
展望台からの景色が2006年（平成18年）9月に「ちば眺望100景」にも選ばれている。
市原市がネーミングライツ制度（命名権）を導入したことにより、2015年1月1日より2019年12月31日までの5年間は正式名として「いちはらクオードの森」と呼称される決定がされている。なお、当地の命名権を獲得しているのは2016年5月27日現在、千葉市稲毛区に本拠を置く集学舎となっている。

年中無休であり、開館時間は午前9時から午後4時まで、交通アクセスは小湊鉄道線月崎駅から徒歩14分となっている。